# Sehlen
Sehlen település Németországban, Mecklenburg-Elő-Pomeránia tartományban. Lakosainak száma 889 fő (2023. december 31.).

## Népesség
A település népességének változása:
| Lakosok száma | 874  | 852  | 891  | 895  | 889  |
|               | 2017 | 2019 | 2021 | 2022 | 2023 |